# Dobyvatelé ztracené archy
Dobyvatelé ztracené archy (anglicky Raiders of the Lost Ark), pro videoprodukci přejmenováno na Indiana Jones a dobyvatelé ztracené archy (1981) je americký dobrodružný film z roku 1981 režírovaný Stevenem Spielbergem. Je to první ze série filmů s postavou archeologa a dobrodruha Indiana Jonese ztvárněného hercem Harrisonem Fordem. Ten ve filmu soupeří s německými nacisty o nalezení a získání Archy úmluvy, která má posloužit jako mocná zbraň.

## Děj
Legendární filmoví tvůrci Steven Spielberg a George Lucas spojili své talenty a vytvořili postavu Indiana Jonese. Hrdinný archeolog zdatně se ohánějící bičem Henry Jones alias Indiana Jones (Harrison Ford) je pověřen důležitým úkolem. Má najít dávno ztracenou Archu úmluvy a zachránit ji tak ze spárů nastupující moci nacistů (píše se rok 1936). Na cestách ho doprovází Marion Ravenwood (Karen Allen), dcera jeho někdejšího učitele. Jeho hlavním nepřítelem v příběhu je nacistický Rene Belloq (Paul Freeman). Děj se stěhuje z Tibetu, odkud si Indiana přiveze svou bývalou lásku Marion, na vykopávky v Egyptě, kde Indiana předstihne v hledání archy opodál kopající výpravu Němců. Pak následuje honička, otevření archy, zničení nacistické výpravy tajemnou silou archy, která je nakonec uskladněna v obrovitém skladišti amerického státního archivu.

## Osoby a obsazení
- Harrison Ford – Indiana Jones
- Karen Allen – Marion Ravenwood. Marion Ravenwood, bývalá Jonesova láska, je dcera Abnera Ravenwooda. Setkáváme se s ní jako sebevědomou nezávislou majitelkou baru v Nepálu.
- Paul Freeman – Rene Belloq. Jonesův nepřítel Rene Belloq je také archeolog bažící po Arše úmluvy, pracuje ale pro nacisty. Sám chce vyzkoušet moc archy.
- John Rhys-Davies – Sallah. Sallaha si najali nacisté, aby jim pomohl prohledat Tanis. Obává se moci archy, je to Jonesův starý přítel a pomocník.
- Denholm Elliott – Marcus Brody. Marcus je muzejní kurátor a kupuje cokoliv, co mu Indiana nabídne. Právě jeho přičiněním se Jones dostává ke svému úkolu.
- Ronald Lacey – Arnold Toht. Toht je nacista, který se chystal mučit Marion Ravenwoodovou.

## Ocenění
- NFR 1999
- 4 ceny Americké filmové akademie Oscar: zvuk, výprava, střih, vizuální efekty + 4 nominace: nejlepší film, režie, kamera, hudba + (Střih zvukových efektů)

## Zajímavosti
- Spielberg chtěl natočit bondovku, práva ale vlastnila společnost EON Productions. Při společném pobytu Spielberga s Lucasem na Havaji roku 1977 mu George Lucas představil prý “ještě lepší” postavu, než je James Bond. Jméno zvolil podle svého psa.[1]
- Indiana Jonese měl původně hrát Tom Selleck, ale ten roli odmítl kvůli závazkům k seriálu Magnum.
- Podle města Tanis, které se objevuje v „egyptské“ sekvenci filmu, byla pojmenována významná paleontologická lokalita z konce křídového období na území Severní Dakoty (souvrství Hell Creek).[2]
- Film do českých kin přišel v srpnu 1985, kdy hlavní roli namluvil Ladislav Frej, Marion Ravenwoodovou namluvila Eliška Balzerová a Dr. Reného Belloqa namluvil Ilja Racek.
- V roce 1993 tento film vyšel na VHS, DVD, Blu - Ray a také se začal vysílat i v TV stanici HBO, kdy hlavní roli namluvil znovu Ladislav Frej, Marion Ravenwoodovou znovu namluvila Eliška Balzerová a Dr. Reného Belloqa namluvil Pavel Šrom.
- V roce 2002 tento film vyšel v TV Nova a TV Prima, kdy hlavní roli namluvil Jiří Štěpnička, Marion Ravenwoodovou namluvila Ilona Svobodová a Dr. Reného Belloqa znovu namluvil Pavel Šrom.